# 물색

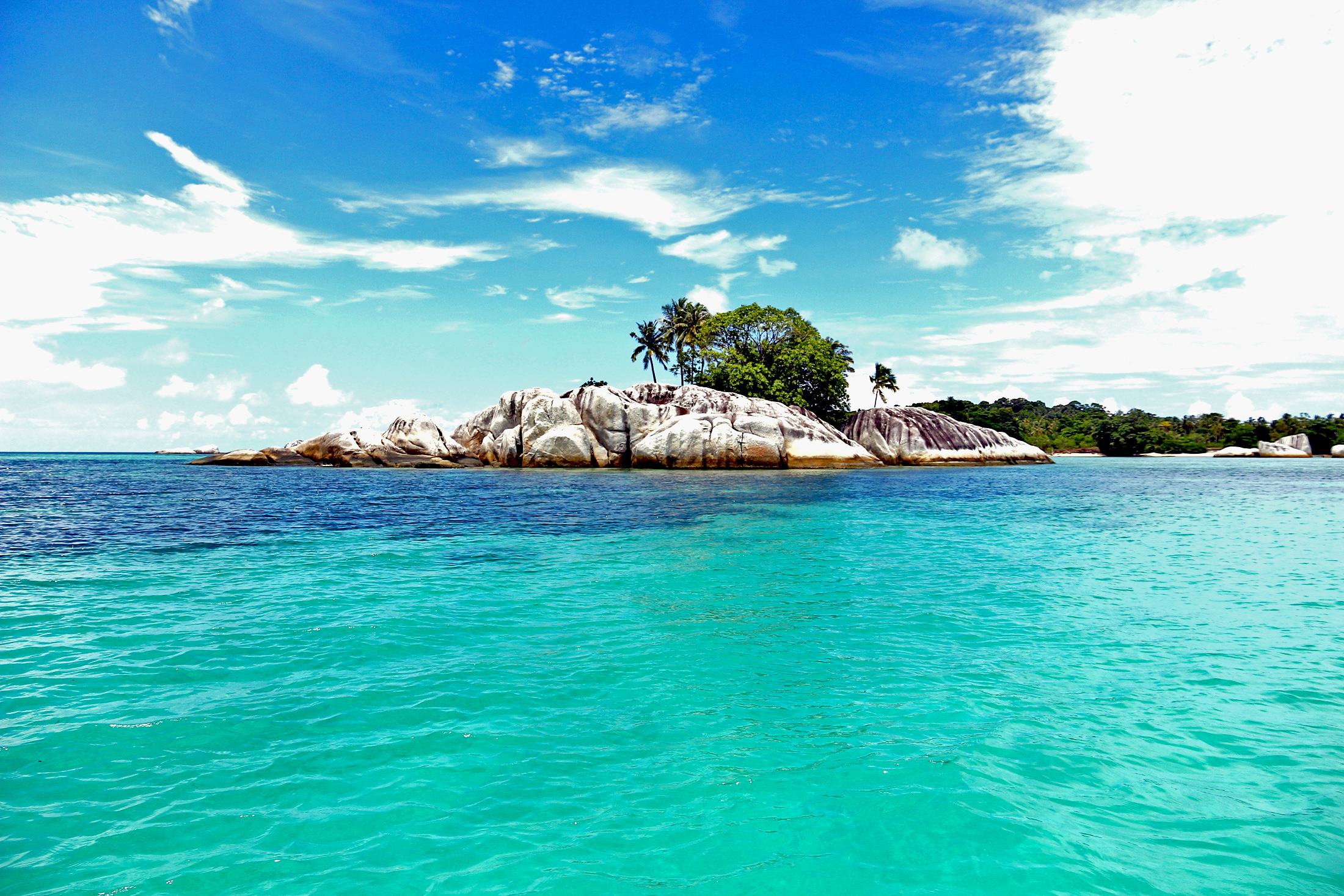

물색(-色) 또는 아쿠아(aqua)는 하늘색 계열의 색으로, HSV 색 공간에서 녹색과 파랑을 섞은 색이다. 시안과 같은 색이지만, HTML에서는 aqua라는 이름으로 쓰인다. 파란색을 의미하는 그리스어의 κύανoς에서 왔다.

## 미디어

### 아이돌 풍선색
- 샤이니

## 같이 보기
- 물의 색